# 3678 Mongmanwai
A 3678 Mongmanwai (ideiglenes jelöléssel 1966 BO) a Naprendszer kisbolygóövében található aszteroida. A Bíbor-hegyi Obszervatórium fedezte fel 1966. január 20-án.